# Gare de Hino
La gare de Hino (日野駅, Hino-eki) est une gare ferroviaire de la ville de Hino, dans la préfecture de Tokyo au Japon. Elle est exploitée par la compagnie JR East.

## Situation ferroviaire
La gare de Hino est située au point kilométrique (PK) 40,8 de la ligne Chūō.

## Histoire
La gare a été inaugurée le 6 janvier 1890.

## Services aux voyageurs

### Accès et accueil
La gare dispose d'un bâtiment voyageurs, avec guichet, ouvert tous les jours.

### Desserte
- Ligne Chūō :
  - voie 1 : direction Takao
  - voie 2 : direction Shinjuku et Tokyo